# Ussurijské kozácké vojsko

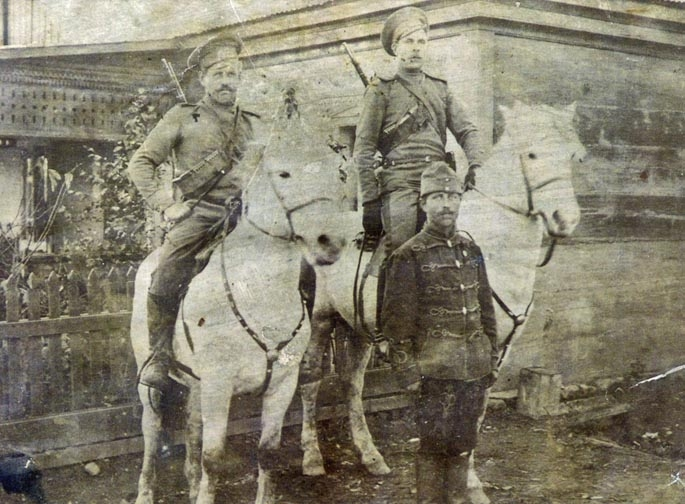
Ussurijské kozácké vojsko - archivní záběr

Ussurijské kozácké vojsko (rusky Уссури́йское каза́чье во́йско) bylo kozácké vojsko v Ruském impériu, dislokované v Přímoří, v okolí řek Ussuri, Sungari a jezera Chanka.
Ussurijské kozácké vojsko vzniklo v roce 1889 z části jednotek Amurského kozáckého vojska. Později bylo posíleno usedlíky z jiných kozáckých vojsk, zejména Donského kozáckého vojska a Kubáňského kozáckého vojska. Hlavní velení Ussurijského kozáckého vojska bylo umístěno nejprve ve Vladivostoku, poté v Imanu (dnešní Dalněrečensk).
Ussurijští kozáci měli v držení 6740 km² půdy. V roce 1916 jich bylo 39 900 osob v celkem šesti stanicích, skládajících se z celkem 76 usedlostí. V dobách míru poskytovali ussurijští kozáci k vojenské službě jeden prapor jízdy o 300 mužích a jednu rotu. Ussurijské kozácké vojsko sloužilo k ochraně hranic, poštovní a policejní službě. Účastnilo se rusko-japonské války. V době první světové války Ussurijské kozácké vojsko poskytlo k vojenské službě celkem 2 514 mužů. V ruské občanské válce většina ussurijských kozáků podporovala bělogvardějce.
Ussurijské kozácké vojsko bylo zrušeno v roce 1922. Znovuobnoveno bylo v roce 1990, nikoli však již jako správní jednotka.